# Helions Bumpstead
Helions Bumpstead – wieś i civil parish w Anglii, w hrabstwie Essex, w dystrykcie Braintree. Leży 36 km na północny zachód od miasta Chelmsford i 63 km na północny wschód od Londynu. W 2011 roku civil parish liczyła 439 mieszkańców. Helions Bumpstead jest wspomniana w Domesday Book (1086) jako Bumesteda/Bunsteda.